# دونیر (دهانه)
دونیر یک دهانه برخوردی در ماه‌ است.